# Akira Amano
Pour les articles homonymes, voir Amano.
天野 明
Œuvres principales
Première œuvre : Shônen Spin (1998)
Autres ouvrages :
- Reborn! (2004-2012)

Akira Amano (天野 明, Amano Akira) est une mangaka notamment connue pour son shōnen, Mon prof le tueur Reborn! (家庭教師ヒットマンREBORN!, Katei Kyōshi Hitman REBORN!). Elle est née en 1973 dans la préfecture d'Aichi, dans la région de Chūbu, au Japon.

## Biographie
Akira Amano entre dans la voie de mangaka en 1998. Cette année-là, elle participe au 38e Prix Chiba Tetsuya de la maison d'édition Kodansha où elle remporte le prix Newcomer aux côtés de Junji Uenishi (上西淳二).
En 2002, elle participe au Tenkaichi Manga Award.
En 2004, elle commence à finir le projet de shōnen qu'elle avait en tête, Kateikyōshi Hitman Reborn!, grâce au soutien des lecteurs du Shōnen Jump. Ce manga paraît alors dans le Shōnen Jump et devient un best-seller. Deux ans plus tard, en 2006, son manga est adapté en anime de 203 épisodes, produit par les studios Artland. L'année suivante, le manga a été adapté en jeu vidéo par Takara Tomy pour la Nintendo DS et par Marvelous Entertainment pour les consoles de salon et la PSP. En 2017, le tirage cumulé de la série atteint 30 millions d'exemplaires.
En 2012, elle signe également le chara-design de l'anime Psycho-Pass réalisé par le studio d'animation Production I.G.
Depuis juillet 2015, elle possède un compte Twitter, où des informations sur ses séries et sa vie sont postées.
En 2023, elle réalise les brouillons de la conception des personnages pour l'anime Suicide Squad Isekai.

## Ses œuvres principales
- 1998 : Shônen Spin (少年スピン?), prépublié dans le Young Magazine Akaao Buta, Kodansha
- 1999 : Hot Blast Baseball Legendary (熱風野球伝説ぴっちゃん, Neppū yakyū densetsu pitchan?), Weekly Young Magazine, Kodansha, oneshot
- 2000 : Pu Chipu Chirabii
- 2002 : MONKEY BUSINESS
- 2003 : Bakuhatsu HAWK!! (バクハツHAWK!!?), Akamaru Jump Spring, Shueisha, oneshot
- 2004-2012 : Reborn!, prépublié dans le Weekly Shonen Jump, en France chez Glénat, 42 tomes
- 2013-2018 : ēlDLIVE, prépublié dans le Jump Live (2013-2014) et Shonen Jump+ (2014-2018), 11 tomes
- 2020- : Ron Kamonohashi : Le détective dérangé (鴨乃橋ロンの禁断推理?), prépublié dans Shonen Jump+, en France chez Mangetsu

## Travaux dans l'animation
- 2012-2013 : Psycho-Pass (Original Character Design, studio I.G)[4]
- 2017 : ēlDLIVE (Original Character Design, studio Pierrot)
- 2024 : Suicide Squad Isekai (brouillon chara-design, studios Wit Studio et Warner Bros Japan)

## Ses anciens assistants
- Kaito (Blue Flag)
- Kenji Sakaki (l'auteur de Enigma)
- Ren Saizaki (The Civilization Blaster)

- Shion Mizuki
- Shou Aimoto (Kemono Incidents)

## Récompenses
- 1998 : lauréate du 38e Chiba Tetsuya Award, Excellent Newcomer Award (pour 5-Sai no Koro)

- 2002 : parmi les dix finalistes du Tenkaichi Manga Award